# Ачар'я
Ачар'я (санскр. आचार्य) - важливий релігійний вчитель. Слово має відмінне у деталях значення в індуїзмі, джайнізмі та буддизмі. Однак у кожній з традицій означає старший, головний, вчитель вчителів. Надається найвидатнішим представникам духовних орденів, які зробили величезний внесок у розробці вчення своєї традиції.  Титул «ачар'я» часто додається до імені й вказує на особливо шанобливе ставлення, наприклад Шанкарачар'я.

## Етимологія
Походить від санскритського кореня чар, який означає «послідовник». За допомогою приставки «а» (що означає «цілком або повністю) та іменного суфікса, який означає «той, хто», формується значення терміна «той, хто повністю слідує дгармі»  або «той, хто веде інших слідувати дгармі». 
Таким чином, слово «ачар'я» вказує на особистість, яка набагато більше, ніж просто «вчитель» і перш за все означає «той, хто йде до того, чому вчить» або «той, хто вчить на своєму власному прикладі». Тобто, основними двома аспектами значення слова «ачар'я» є «той, хто вчить» і «той, хто є прикладом того, чого він навчає».

## В індуїзмі
У релігійній традиції індуїзму, ачар'я це «божественна особистість» (санскр. महापुरुश) яка з'являється для того, щоб встановити або відновити певні релігійні або філософські принципи. 
Ачар'я є шановним ґуру, який, як правило, має досконалими знаннями санскриту й однією з філософій індуїзму, наприклад веданти. Ачар'я часто були лідерами певної сампрадаї - філософської або богословської школи в індуїзмі. Ачар'я навчають, керуючись принципом того, що якщо сам учитель не пізнав і не побачив істину, він не може зробити так, щоб її пізнали інші. 
Ачар'я повинен повністю усвідомити те, чого він вчить. У руках справжнього Ачар'ї, священні писання (шастри) є інструментом, за допомогою якого він приводить своїх послідовників до пізнання Істини. Як шастра, так і ачар'я грають ключову роль. Ачар'я, завдяки ясності свого бачення і духовного та філософського усвідомлення, дає правильне розуміння викладеного в шастрах. Тому, як до шастр так і до Ачар'ї, ставляться з однаковою повагою. Ачар'я є живим втіленням священних писань і має здатність зробити так, щоб його послідовники самі побачили Істину. 

### Деякі Ачар'ї в індуїзмі
- Шанкарачар'я - відомий поборник адвайта-веданти.
- Рамануджачар'я - розповсюдив культ Вішну-бгакті [1]
- Мадгвачар'я - його філософія називалася Двайта. Основною суттю його вчення було «основною метою Джива є беззавітна і повна любов і відданість Богові» [2]
- Німбаркачар'я - у своєму вченні він оголосив, що Радга і Крішна є найбільш піднесеними формами Бога.
- Валлабхачар'я - Пуштімарга
- Чайтан'я Махапрабгу - філософія ачінт'я-бгеда-абгеда
- Бгактіведанта Свамі Прабгупада - ачар'я-засновник Міжнародного товариства свідомости Крішни

## У джайнізмі
У джайнізмі ачар'я це чернець, один з п'яти шанованих Панча-паремешті гідних поклоніння. Слово «сурі» має те ж саме значення, що й «ачар'я».
Ачар'я - це також головний лідер в чернечій ієрархії джайнів. Він має владу присвячувати нових ченців або черниць, встановлювати нові мурті і т. д. Часто він передає свої повноваження спеціально призначеним ним же ставленикам. 
Деякі відомі Ачар'я в джайнізмі в хронологічному порядку: 
- Гаутам Ганадхара
- Ганахар Судхарма Свамі
- Джамбо Свамі
- Бхадрабаху - його учнем був Чандрагупта Маур'я
- Стхулабхадра - традиція шветамбарів
- Кундакунда - традиція дигамбарів
- Самантабхадри - традиція дигамбарів.
- Сіддхасена Дівакар
- Манатунга - автор Бхактамар-стотри
- Харібхадра - традиція шветамбарів
- Акаланка - традиція дигамбарів.
- Вірасена - традиція дигамбарів.
- Джінасена - традиція дигамбарів, був наставником правителів династії Раштракутів (800-880)
- Немічандра - традиція дигамбарів.
- Хемачандра - традиція шветамбарів, був наставником Кумарапала (1089-1172)
- Хіра Віджая Сурі - традиція шветамбарів, був запрошений Акбаром.
- Ачар'я Раджендрасурі - традиція шветамбарів (1827-1906)
- Шантісагар - традиція  дигамбарів (1872-1955)

У деяких сектах джайнізму, як наприклад в терапантсі, є тільки один ачар'я, тоді як в інших існує багато ачар'я.
Ачар'я, також як і будь-який інший чернець-джайн, повинен весь час мандрувати, за винятком чотирьох місяців мусонів.
Ошо народився в сім'ї джайнів і до 1971 року  був відомий як Ачар'я Раджніш.

## В буддизмі
В буддизмі ачар'я (палійскій варіант acariya) - один з двох наставників нового ченця (інший називається upādhyāya). У махаянських традиціях почесний епітет додавався до відомих вчених і був дещо загальнішим, ніж схожий епітет paṇḍita; тибетською його перекладали як slob dpon лобпень. У японській школі Сінґон титул адзярі привласнювався кваліфікованим священикам, які пройшли навчання на горі Коя. 